# Leptospermum sztywne
Leptospermum sztywne (Leptospermum scoparium) – gatunek z rodziny mirtowatych. Występuje w Nowej Zelandii i południowo-wschodniej Australii – na Tasmanii, w stanie Wiktorii i Nowej Południowej Walii. Gatunek uprawiany jest jako roślina ozdobna, stanowi źródło surowca drzewnego, z liści sporządza się herbatki ziołowe. Miód z tej rośliny, zwany manuka, opisywany jest jako leczniczy.

## Morfologia
PokrójRoślina drzewiasta o bardzo zmiennym pokroju – rosnąca i jako niski krzew o wysokości 0,3 m, ale też wyrastająca w drzewo osiągająca 10 m wysokości. Pędy są gęsto rozgałęzione i gęsto ulistnione.
LiścieSiedzące, igiełkowate do lancetowatych, o długości od 4 do 14 mm. Sztywne i ostro, kolczasto zaostrzone, ciemnozielone.
KwiatyWyrastają pojedynczo w kątach liści i na wierzchołkach pędów i są siedzące. Korona jest biała, u odmian też różowe do intensywnie czerwonych, o średnicy ok. 12 mm.